# John Sarbanes
John Peter Spyros Sarbanes, né le 22 mai 1962 à Baltimore, est un homme politique américain, élu démocrate du Maryland à la Chambre des représentants des États-Unis de 2007 à 2025.

## Biographie
John Sarbanes est le fils du sénateur Paul Sarbanes. Après des études à Princeton et Harvard, il devient avocat.
Il se lance en politique en octobre 2005, quand il annonce sa candidature aux élections de 2006 pour la Chambre des représentants des États-Unis dans le 3e district du Maryland, dans lequel le sortant Ben Cardin ne se représente pas pour briguer un siège au Sénat. Le 7 novembre 2006, il est élu avec 64 % des voix. Il est ensuite réélu tous les deux ans avec des scores compris entre 59 et 69 % des suffrages. 
En octobre 2023, il annonce qu'il ne sera pas candidat à un dixième mandat lors des élections de 2024.